# Rhyacodromia flavicoxa
Rhyacodromia flavicoxa är en tvåvingeart som beskrevs av Saigusa 1986. Rhyacodromia flavicoxa ingår i släktet Rhyacodromia och familjen dansflugor. Inga underarter finns listade i Catalogue of Life.